# スモレンスク
スモレンスク (Смоленск [smɐˈlʲensk] ( 音声ファイル), Smolensk) は、ロシア連邦のスモレンスク州の州都。人口は31万6570人（2021年）。モスクワから西南西へ360km、ドニエプル川沿いに位置する。

## 概要

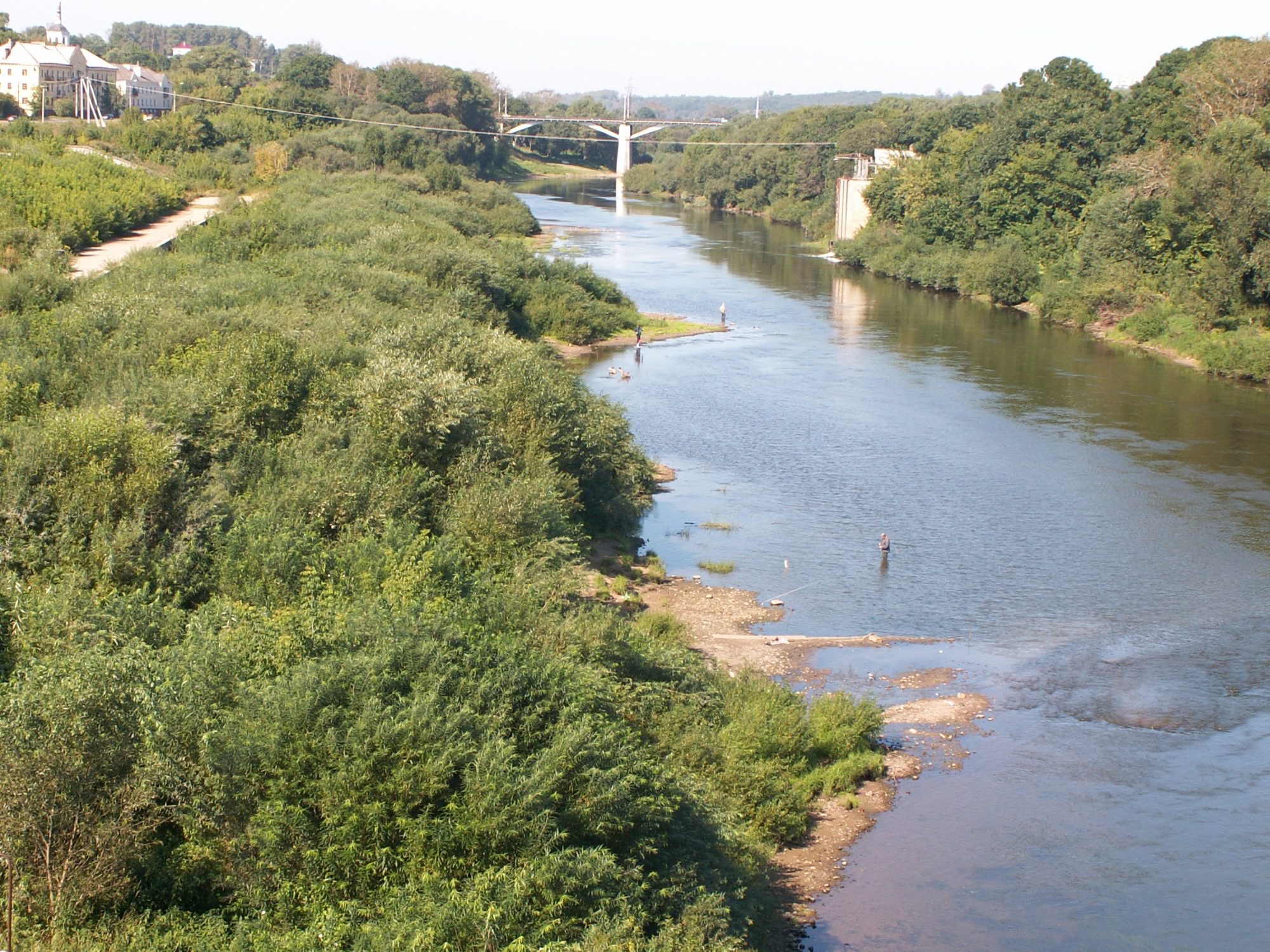
スモレンスクを流れるドニエプル川

城郭都市であったスモレンスクはヨーロッパからロシアへの通り道に当たり、歴史上何度も攻撃に晒され破壊された。ロシア・ポーランド戦争、ナポレオンのロシア戦役、独ソ戦などでも戦場と化している。今日のスモレンスクは電子工業、繊維産業、食品産業を主とする工業都市である。歴史的な建物として、生神女大聖堂と16世紀に建てられたクレムリン（城塞）がある。「スモレンスクのイコン」は有名。
都市の名前の由来は諸説ある。スモルニヤ川という小川に由来する説があるが、川の名前の由来はよく解っていない。黒土地帯を流れることから、黒土を意味する古いスラブ語が川の名になったと言う見方もある。都市名の由来のもう一つの説は、松脂を意味するロシア語の smola からきているというものもある。この一帯は松の木が多く茂っており、かつては松や樹脂に関する産業が盛んだった。
街にはドニエプル川が流れる。周囲は東ヨーロッパ平原の中ほどに東西に伸びるスモレンスク高地となっており、その東方はモスクワ高地へと繋がり、南は中央ロシア高地に続いている。

## 歴史

### 中世のスモレンスク

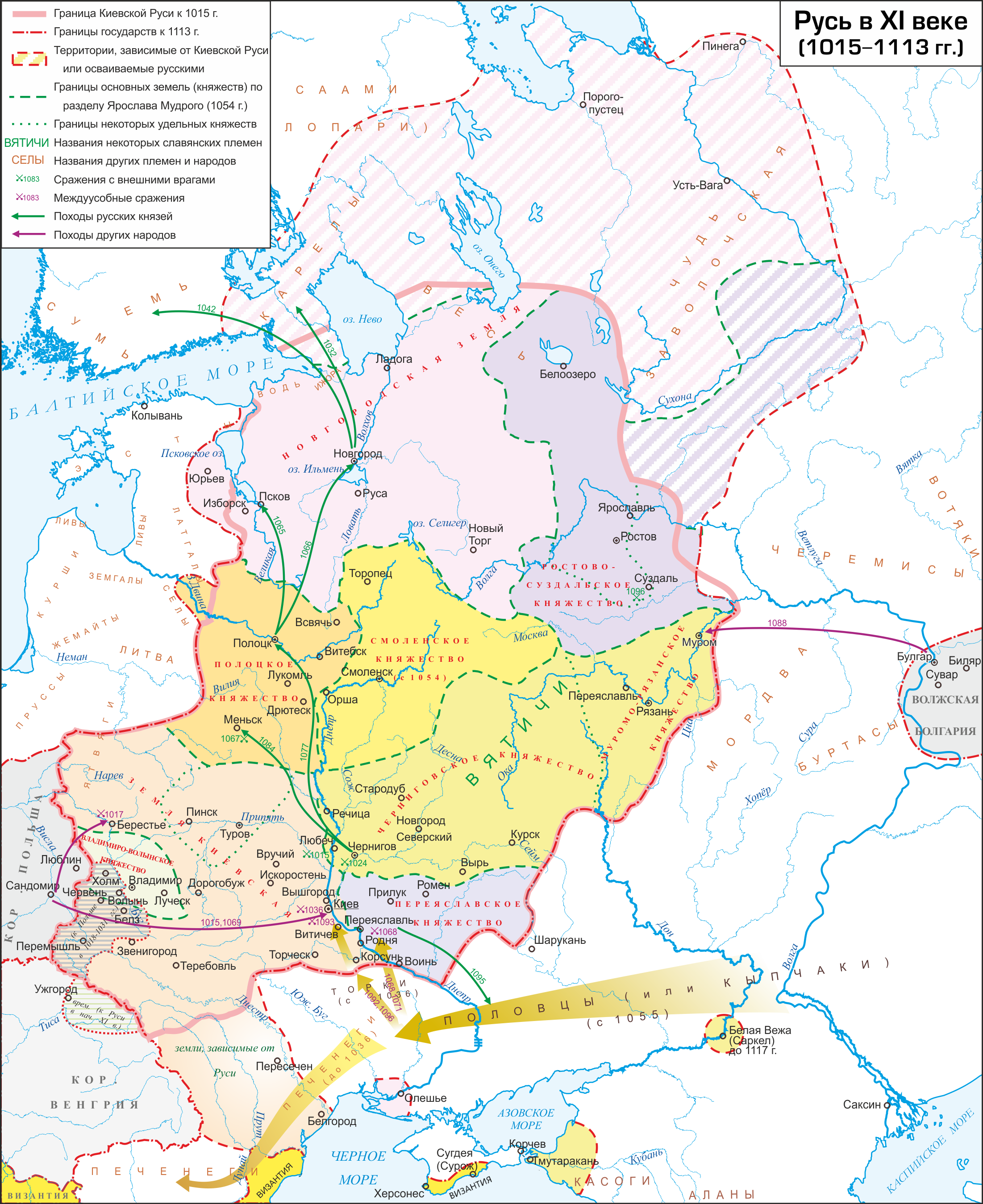
11世紀から12世紀のルーシ諸国。スモレンスク公国は黄色

スモレンスクはロシア最古の町のひとつである。文献で最初にスモレンスクが言及されるのは863年のことで、リューリクがラドガに政権を築いた直後のことである。「原初年代記」によれば、スモレンスク（最初はドニエプル川のやや下流、現在のグネズドヴォ遺跡の位置にあったと考えられる）は、オレグがノヴゴロドからキエフへと遠征した882年にはクリーヴィチ族の首邑であり、このときにオレグらに征服されキエフ・ルーシに組み込まれた。その20年前、リューリクの部下で南方へ使わされたアスコルドとジールがドニエプルを下った際にも人口が多く町も大きなスモレンスクの横を通っており、これを襲っている。
この町について最初に書物に記した外国人は東ローマ皇帝コンスタンティノス7世である。その著書『帝国統治論』（De Administrando Imperio, 950年頃）では、スモレンスクを、北欧からロシア内陸の河川を経て黒海に至る交易路「ヴァリャーギからギリシアへの道」の主要な中継地と述べている。ルーシ人はバルト海からダウガヴァ川を船で遡って行ける所まで行き、最上流部で船と荷物を川から上げ、船を引きずって丘を越える道（連水陸路）を歩き、ドニエプル川上流で船を下ろして黒海に下っていた。おそらく彼らはスモレンスクで船の修理を行った。この地で豊富に取れるタールを使って、陸で船を引きずったときにできた穴や隙間を埋めて修理したため、「タール」を意味するスモレンスクの地名が生じたと考えられる。

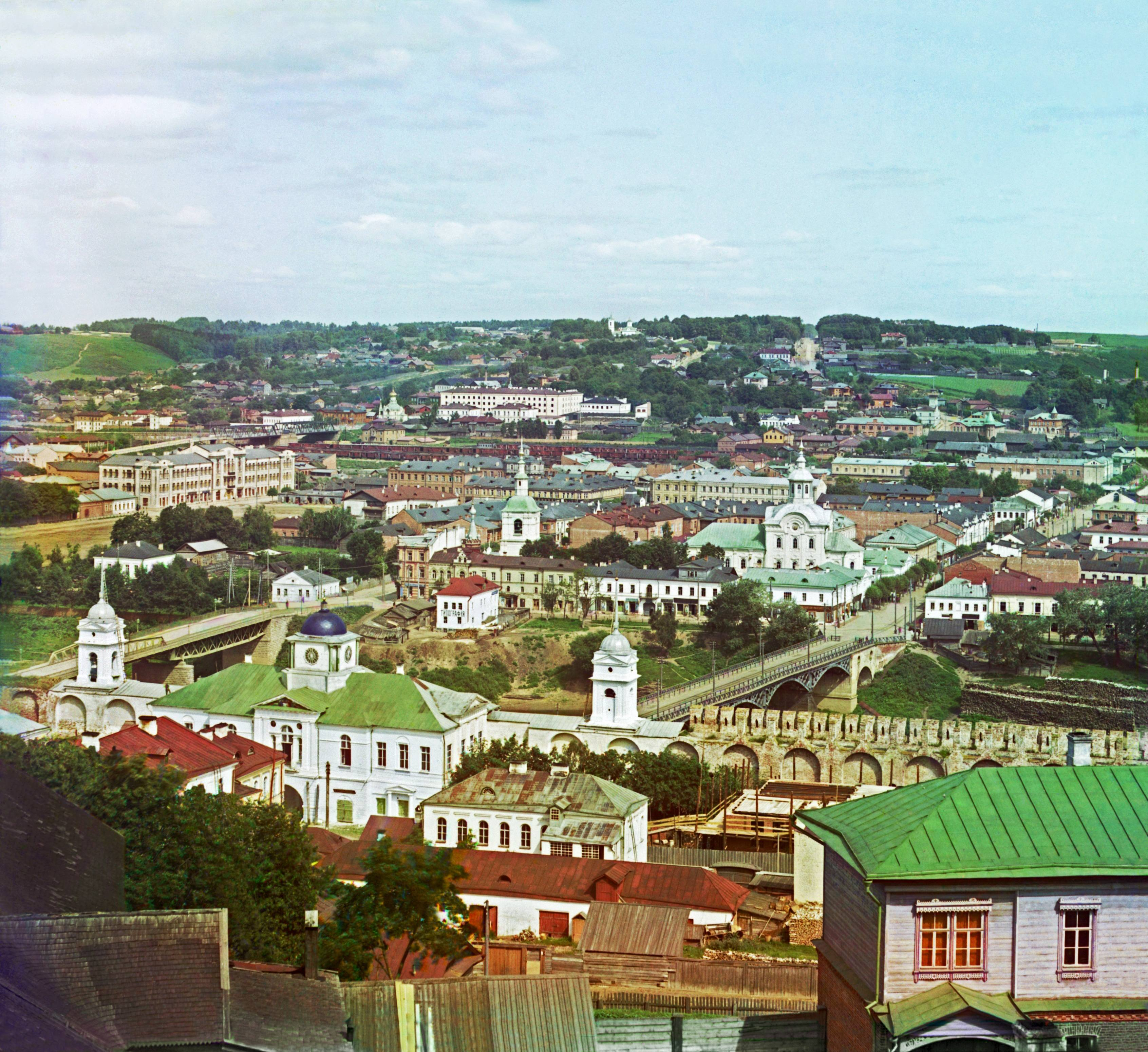
スモレンスクの街並（1912年撮影）

キエフ大公ヤロスラフ1世没後の1054年、スモレンスク公国が成立した。ロシアの中央にあるという地理的条件から、スモレンスクの町は急成長を遂げた。12世紀末には東ヨーロッパ有数の強国となり、ヤロスラフ1世の子孫であるスモレンスク公は度々キエフ大公の地位に就いた。この時期多くの教会が建設された。例えば聖ピョートル・聖パーヴェル聖堂（1146年、第二次世界大戦後に建設当時の姿を想定して再建）、前駆授洗イオアン聖堂（1180年、部分的に再建され現在に至る）などがある。特筆すべき聖堂はスヴィルスカヤ聖堂で、1197年に完成し現存している。建立当時の人々にはキエフ以東で最も美しい建築として崇敬されていた。

### ロシア、ポーランド、リトアニアの間で

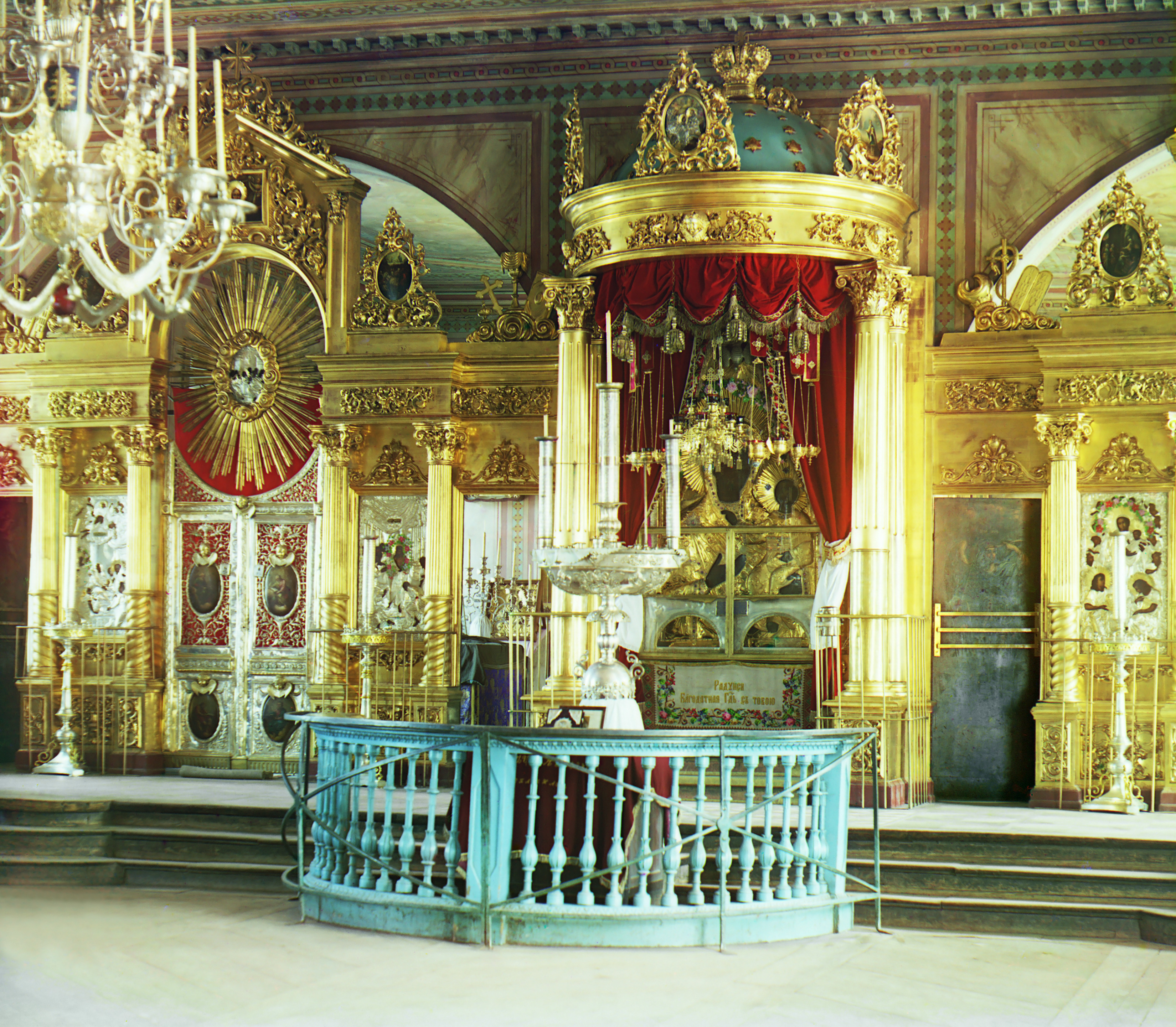
生神女就寝大聖堂 (スモレンスク)、1912年セルゲイ・プロクジン＝ゴルスキー撮影。「オディギトリアの生神女」（スモレンスクの生神女）と呼ばれるイコンが納められた部分だが、イコンはこの後の独ソ戦での火災で失われた

1125年にはロスチスラフ1世が公となり、以後15世紀までその子孫であるロスタスラヴィチ王朝が続いた。1136年からはスモレンスク主教が置かれるようになり、1229年にはハンザ同盟とも協定を結んだ。
スモレンスクは、1240年のモンゴル帝国襲来では破壊されず助かったものの、以後ジョチ・ウルスへの貢納を強いられる。勢力を増す西方のリトアニア大公国の影響下でジョチ・ウルスのくびきからは解き放たれたが、ロシア諸国の中で頭一つ抜けた勢力を持つようになったモスクワ大公国とリトアニア大公国との間の争いに巻き込まれる。ロスタスラヴィチ朝最後の公であるユーリ・スヴャトスラヴィチの悲惨な治世には、ヴィータウタス大公率いるリトアニア軍に三度街を陥落させられ（1395年、1404年、1408年）ついにリトアニアに編入された。サピエハ家などスモレンスク公国のボヤーレ（大貴族）はリトアニアの首都ヴィリニュスへ移ったが、タチーシチェフ家、クロポトキン家、ムソルグスキー家、ヴャゼムスキー家などスモレンスク公の親戚にあたる貴族はモスクワへ逃げた。

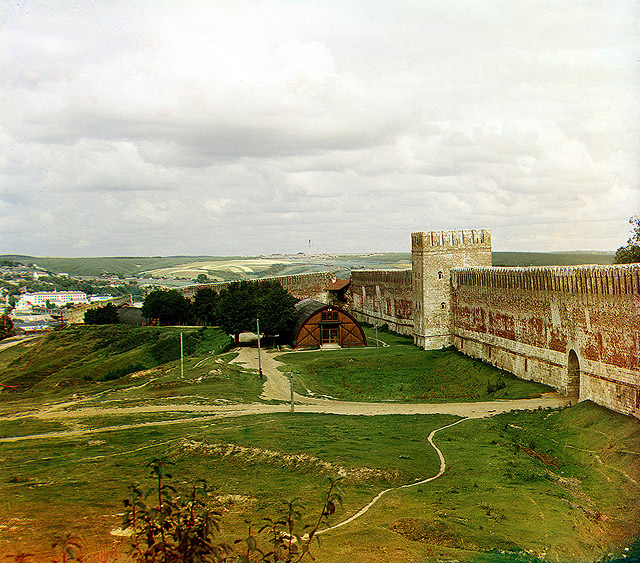
スモレンスクのクレムリンの城壁（1910年代、セルゲイ・プロクジン＝ゴルスキー撮影）

万単位の市民が住むスモレンスクは15世紀のリトアニア領でもおそらく最大の街であった。ポーランド王国・リトアニア大公国連合軍とドイツ騎士団との間で起こったタンネンベルクの戦い（グルンヴァルトの戦い）ではスモレンスクから送られた三個の連隊が決定的な役割を果たした。しかし1514年、モスクワ大公国のヴァシーリー3世がスモレンスクを奪取し（スモレンスク包囲戦 (1514年)）、リトアニアには打撃となった。スモレンスク奪還を記念して、ツァーリはモスクワにノヴォデヴィチ女子修道院を設立し、これをスモレンスクの生神女のイコンへ捧げた。
ポーランド・リトアニア共和国軍がスモレンスク奪還を目指し何度も包囲戦を行ったため、16世紀末のツァーリ・ボリス・ゴドゥノフはスモレンスクの城郭の強化を緊急の政策とした。1597年から1602年にかけて建設された石造りのクレムリ（城塞）は非常に分厚い城壁と多数の見張り塔を備え、当時のロシア最大のものだった。
リューリク朝が断絶し、この頃からロシア・ツァーリ国は動乱時代と呼ばれる混乱期に入る。ロシアのツァーリ位をめぐる争いにポーランド・リトアニアが介入し（ロシア・ポーランド戦争）、1609年にはジグムント3世率いるポーランド・リトアニア共和国軍がスモレンスクを包囲し（スモレンスク包囲戦 (1609年 - 1611年)）、以後20ヶ月に及ぶ長い攻城戦が続く。ミハイル・シェインに率いられた少数のロシア兵は必死の戦いを続けたものの、ついに1611年に落城した。弱体化していたロシア・ツァーリ国は、1618年に結ばれた「デウリノの休戦」でスモレンスクをポーランド・リトアニア共和国に割譲した。その後43年間スモレンスク県（ヴォイェヴツトフォ）の県都となり、スモレンスク郡とスタロドゥーブ郡が置かれた。

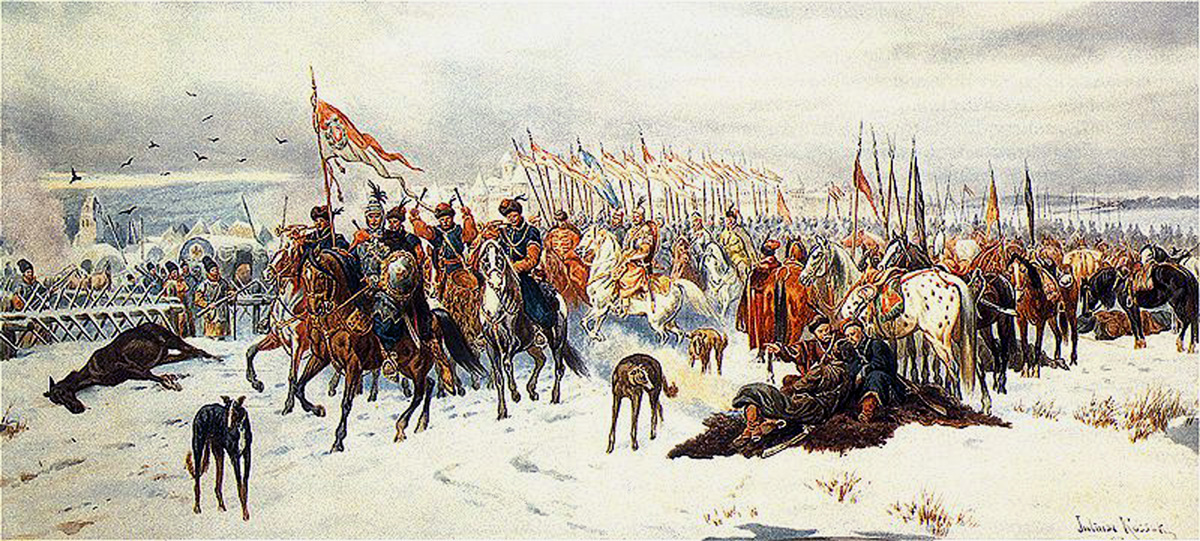
ロシア・ポーランド戦争で、包囲の末スモレンスクを解放するポーランド軍（ポーランドの19世紀の画家、ユリウシュ・コサックによる絵画）

ロシアはスモレンスク奪取のため、デウリノの休戦で定められた14年半の休戦期間が過ぎると戦争を仕掛けた。これが1632年から1634年まで続いたスモレンスク戦争であるが、ポーランド王ヴワディスワフ4世の前にロシアは大敗を喫しポーランド・リトアニア共和国がスモレンスクを守った。1632年には東方典礼カトリック教会の司教レウ・クレウサ（Lew Kreuza）がスモレンスクに邸宅を構えたが、これは後にロシア正教会の聖堂に変えられた。やがてウクライナ・コサックの反乱とスウェーデン・ポーランド戦争の勃発でポーランドは大洪水時代と呼ばれる内戦期に入るが、これを契機にロシアとの戦争も再発し（ロシア・ポーランド戦争 (1654年-1667年)）、1654年9月23日には包囲戦の末ロシアがスモレンスクを占領し（スモレンスク包囲戦 (1654年)）、ポーランド軍は退却した。1667年、アンドルソヴォの和約でポーランド・リトアニア共和国はついにスモレンスクに対する主張を取り下げた。

### 近代のスモレンスク

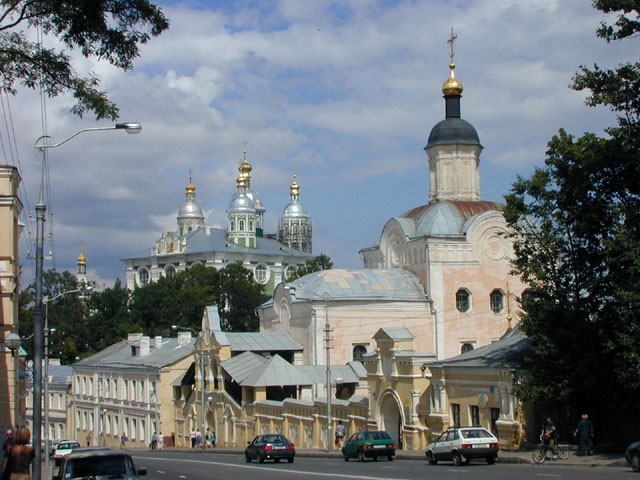
スモレンスク生神女就寝大聖堂を望む（2006年）

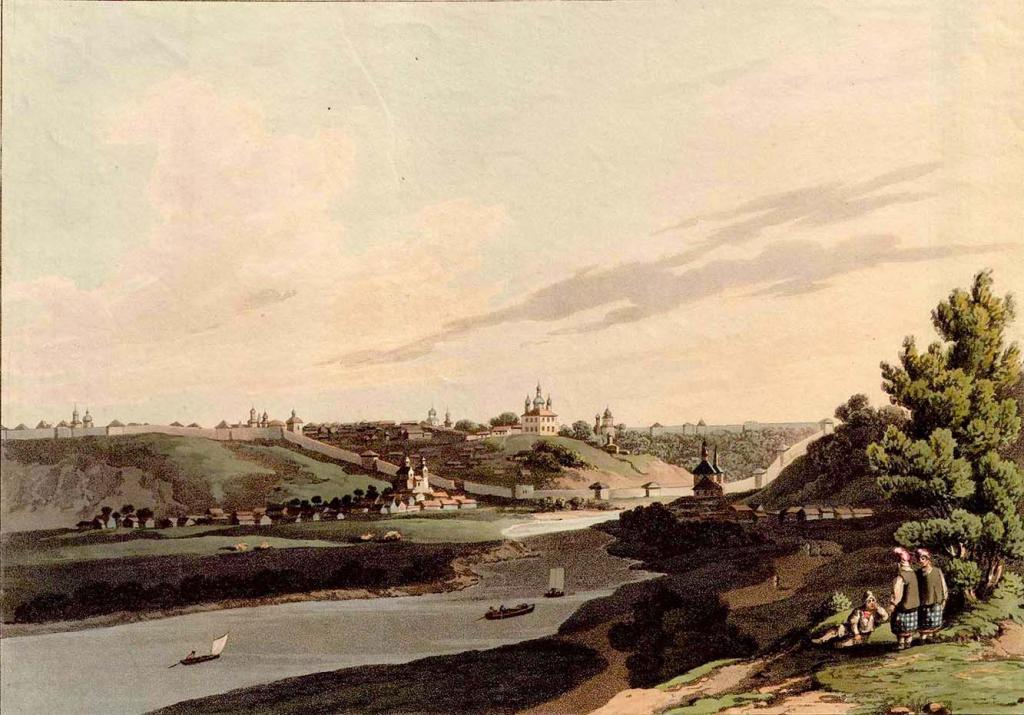
スモレンスクの町（1814年）

スモレンスクは1708年にスモレンスク県（グベールニヤ）の中心地となった。スモレンスクはロシアにとって、戦略的・宗教的ほか様々な理由から重要な都市であったが、特に、この地の大聖堂が正教会でも最も崇敬されているイコンのひとつである聖ルカのイコンを持っているために重要であった。1101年に建てられたスモレンスク生神女就寝大聖堂は1611年のポーランド軍によるスモレンスク陥落の際に中の避難民ごと爆発し、その後は応急処置されカトリックの教会となっていたが、1674年に取り壊され、1772年、100年近い工事の末に現在の新しい建物が完成した。スモレンスクの経済はゆっくりと沈滞していったが、モスクワへの進路を守るという軍事上の重要性は消えなかった。

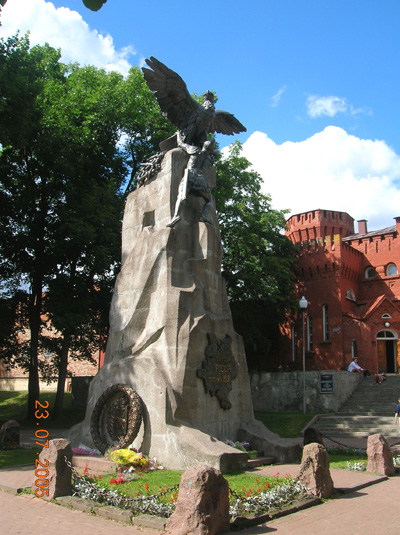
ナポレオンに対するロシアの勝利を記念する碑。1912年に設置された

ナポレオン戦争中の1812年8月16日、ナポレオン・ボナパルトに率いられた大陸軍と、ピョートル・バグラチオンやミハイル・バルクライ・ド・トーリの率いるロシア帝国軍はスモレンスクで激突した（スモレンスクの戦い (1812年)）。トルストイが『戦争と平和』に描いたこの戦いで、城内に立て篭もっていたロシア軍は街に火を放ち市内を横切るドニエプル川の橋を破壊して退却し、翌17日に大陸軍が入城した。ナポレオン側には9,000人、ロシア側には11,000人の死傷者が出ている。焦土と化したスモレンスクは、補給線が伸びきっていた大陸軍にとって補給の拠点とならず、以後の兵站に支障をきたすこととなった。1912年にはこの戦いの100周年を記念してスモレンスク中心部に鷲をかたどった記念碑が建てられている。
十月革命の直後、ベラルーシの大部分がドイツ軍に占領されていたとき、スモレンスクは行政上はロシアの一部でありながらベラルーシの政治の中心の一つとなった。1918年、ドイツ占領軍はベラルーシ人民共和国の一部としてスモレンスク県の設立を宣言したが、この国は一年弱しか続かなかった。1919年1月2日、白ロシア・ソビエト社会主義共和国がスモレンスクで設立されたが、その数ヵ月後ポーランド軍がミンスクから撤退すると白ロシア政府はミンスクへ移転した。
第二次世界大戦中、スモレンスクは再び大規模な戦闘の舞台となった。まず1941年7月、ソ連に侵入したドイツ国防軍の機甲師団に対する赤軍による最初の反攻であるスモレンスクの戦いが起こった。この戦闘で戦車1200台を擁するドイツ軍が赤軍の戦車を全滅させたものの、60万人近い赤軍も頑強に抵抗して進軍を遅らせ、最終的には20万人がドイツ軍による包囲を破って脱出に成功した。8月にはスモレンスクは陥落し、兵士30万人が捕虜となり、市街地の93%が破壊された（第1次スモレンスク攻防戦）。またスモレンスクを宗教上重要な街としてきた「スモレンスクの生神女のイコン」もこの時に焼失し失われた。この抵抗を記念して1985年にはスモレンスクは英雄都市の称号をソ連政府から贈られた。
スモレンスクを占領したドイツ軍はソビエト連邦共産党スモレンスク州党委員会（Смоленский областной комитет КПСС）の文書類（スモレンスク文書）を無傷で手に入れた。ドイツへ送られたこの文書は戦後アメリカ合衆国が押収し、西側諸国のソ連行政に対する研究の資料となった。この文書は2002年にアメリカからロシアへ返却されている。1943年8月には、赤軍はスモレンスク州とブリャンスク州を占領するドイツ軍に対して大攻勢を行い、戦線は西へ200kmほど押し戻された。9月25日にはソ連軍はスモレンスクを解放し（第2次スモレンスク攻防戦）、モスクワに対する侵攻の脅威は以後消滅した。
2023年にはウクライナ軍からだと思われるドローン攻撃を受けた。

### 年表

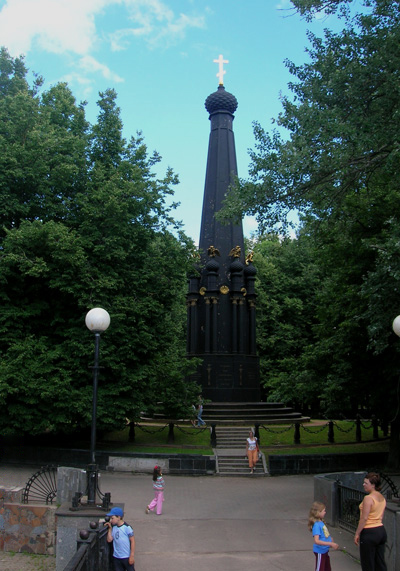
スモレンスクの戦いの記念碑。1841年に除幕。

- 863年  - 記録文書にはじめてスモレンスクが登場する。
- 882年  - キエフ大公国（ルーシ）に編入される。
- 1054年 - スモレンスク公国が成立。
- 1229年 - リガやハンザ同盟と通商協定を結ぶ。
- 1233年から1238年 - タタールのルーシ侵入、スモレンスクはジョチ・ウルスに従属し貢ぎ物を送るようになる。
- 1320年 - リトアニア大公国と同盟を結ぶ。
- 1330年 - リトアニア大公国の助けにより、タタールへの従属から解放される。
- 1360年 - リトアニア大公国とモスクワ大公国の紛争に、リトアニア大公国の援軍としてスモレンスクの軍隊が参加。
- 1386年 - リトアニア大公国とポーランド王国が合併し、ポーランド・リトアニア連合王国が成立。
- 1395年 - リトアニア大公国に編入される。
- 1410年 - チュートン騎士団（ドイツ騎士修道会）とのタンネンベルクの戦いにスモレンスクの軍隊が参加。
- 1432年から1440年 - 内乱が発生。
- 1514年 - モスクワ大公国に編入される（スモレンスク包囲戦 (1514年)（ロシア語版、英語版））。
- 1544年、1552年、1553年 - リトアニア大公国による奪回の試みが失敗に終わる。
- 1569年 -「ルブリン合同」により、ポーランド=リトアニア共和国が成立。
- 1587年 - ポーランド王国にヴァーサ王朝成立（-1668年）。
- 1596年から1602年 - スモレンスクに城壁が建設される。
- 1605年 - ロシア大動乱始まる（-1613年）。
- 1609年 - ポーランド・リトアニア共和国が、スモレンスクの包囲を開始する（スモレンスクの戦い (1609年 - 1611年)（ロシア語版、英語版））。
- 1611年 - ポーランド軍が都市住民の協力を得て、スモレンスクを陥落させ奪回に成功する。
- 1632年から1634年 - モスクワ帝国による包囲が失敗（スモレンスク戦争）。
- 1648年から1667年 - ポーランド大洪水（大洪水時代）。
- 1654年 ロシア帝国が占領（スモレンスクの戦い (1654年)（ロシア語版、英語版））。
- 1667年 - スモレンスクはロシアに帰属するという最終平和協定が締結される。
- 1708年 - スモレンスクの行政区が県となる。
- 1812年 - ナポレオンがモスクワへの途上で占領（スモレンスクの戦い (1812年)。トルストイ作『戦争と平和』にも描かれる）。
- 1918年 - ベラルーシ人民共和国がスモレンスク県の設立を宣言。
- 1940年 - カチンの森でポーランド軍将校5,000人が虐殺される。（カティンの森事件を参照）
- 1941年-1943年9月25日までナチス・ドイツにより占領される。
- 1991年 - ベラルーシ独立に伴い、ロシア連邦の国境が近くに位置するようになった。
- 2010年 - スモレンスクのロシア空軍基地付近にてポーランド政府専用機墜落事故が発生（ポーランド空軍Tu-154墜落事故を参照）。
- 2023年 - ウクライナ軍からだと思われるドローン攻撃を受けた[5]。その後、2024年にも攻撃を受けた[6]。

## 文化

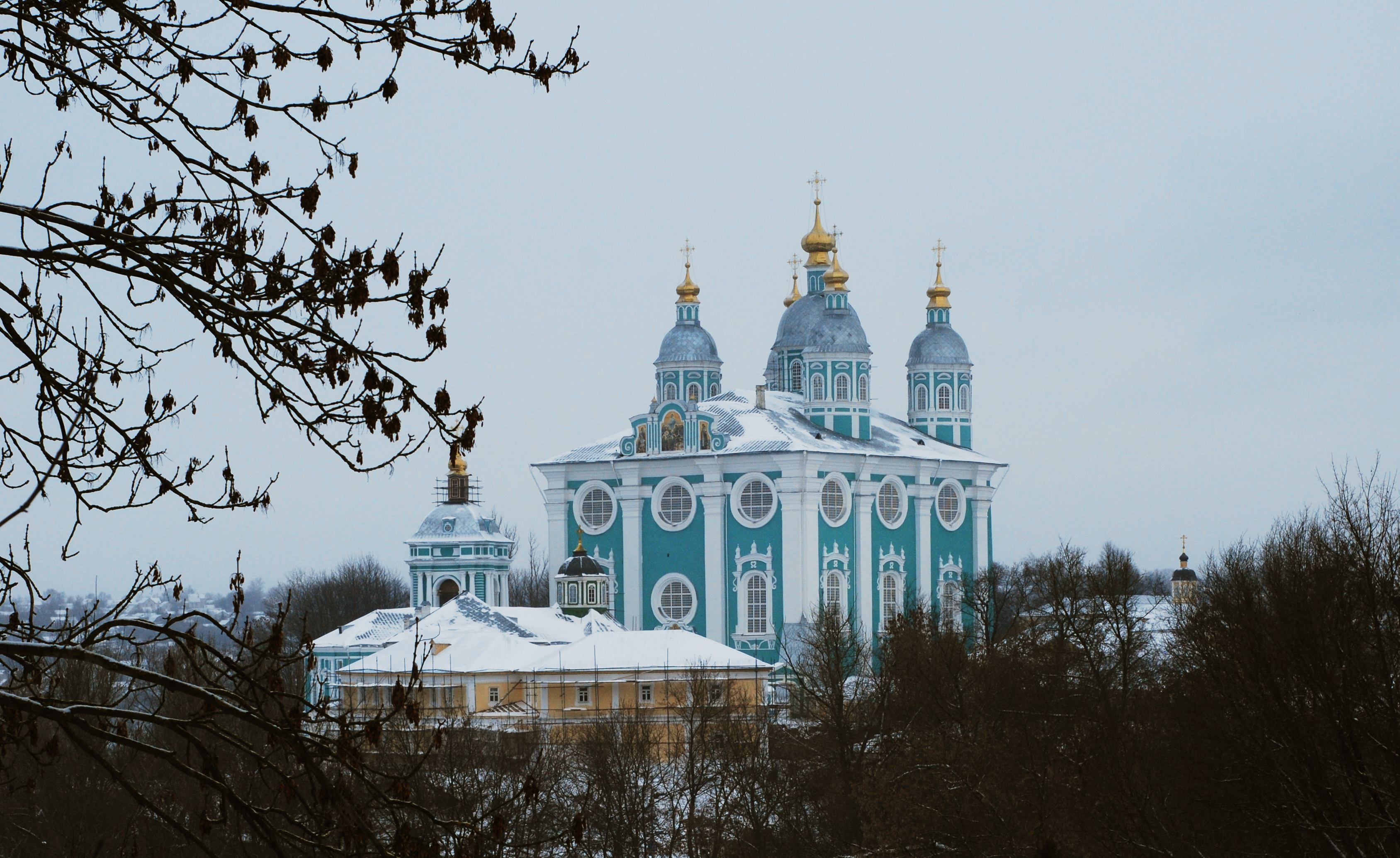
スモレンスク生神女就寝大聖堂（ウスペンスキー・ソボル）

旧市街とクレムリの周囲には、1597年から1602年にかけて建設され、ポーランド軍の包囲などを戦い抜いた市壁が残る。市内には、スモレンスクおよびヴャジマ主教区の中心となる復活大聖堂（1677年-1679年）、12世紀に建てられた聖ピョートル・聖パーヴェル聖堂（1146年）、同じく12世紀の神使ミハイル聖堂、17世紀より再建の始まったスモレンスク生神女就寝大聖堂など古い聖堂が数多く残る。
市政府ビルおよび劇場はソ連時代に建設された建築である。オペラ劇場は1780年に創立した、ロシアでも古いオペラ劇場である。市内には美術館、およびロシア芸術家連盟の博物館がある。エルミタージュ美術館の分館が2006年にスモレンスクに開設された。
スモレンスクのタラシキノ地区は芸術家が集まる地区となっており、この地区にある聖神聖堂にはニコライ・リョーリフ（ニコラス・レーリヒ）によるフレスコ画およびモザイク画が残る。

## 経済

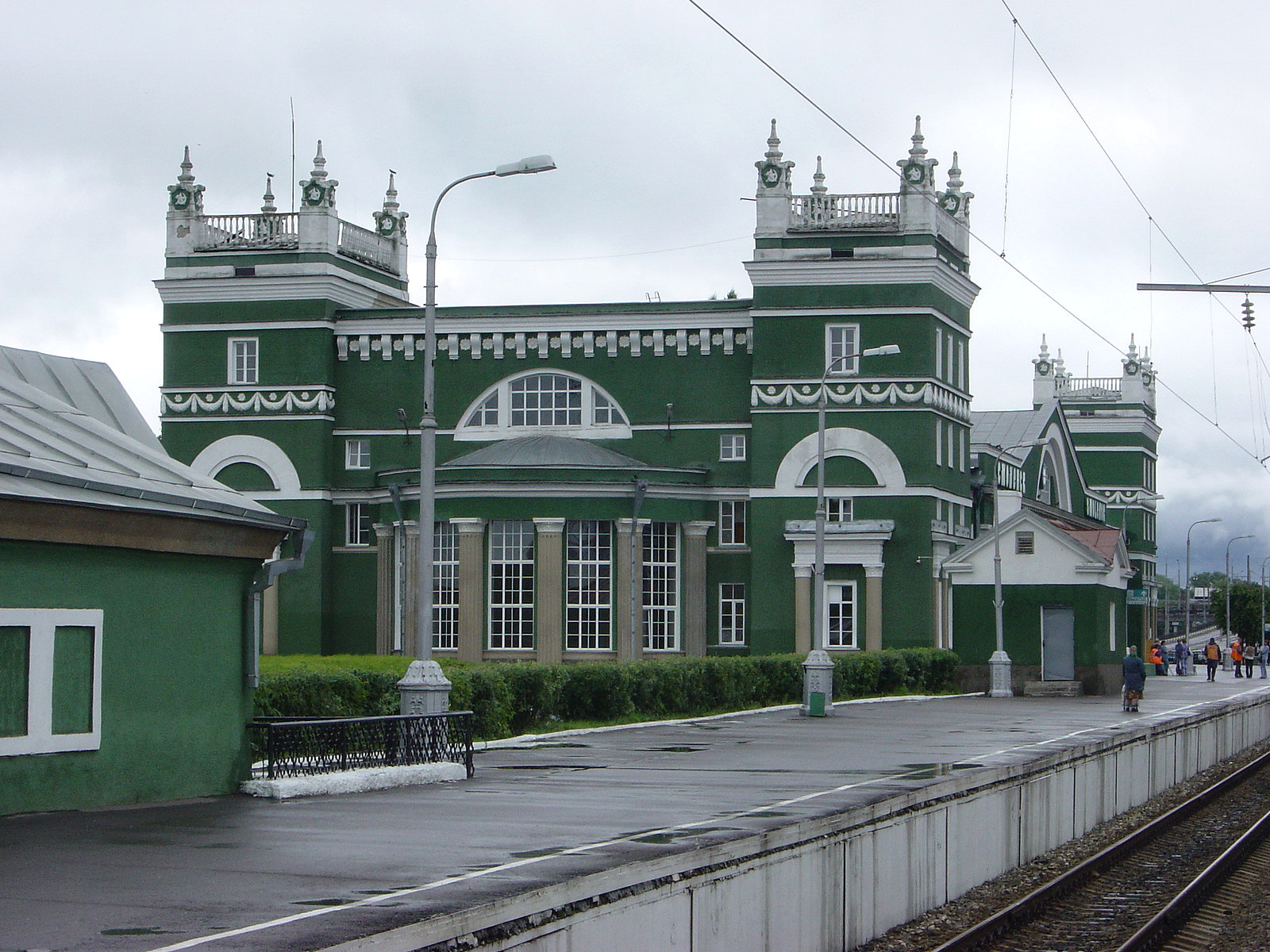
スモレンスク駅

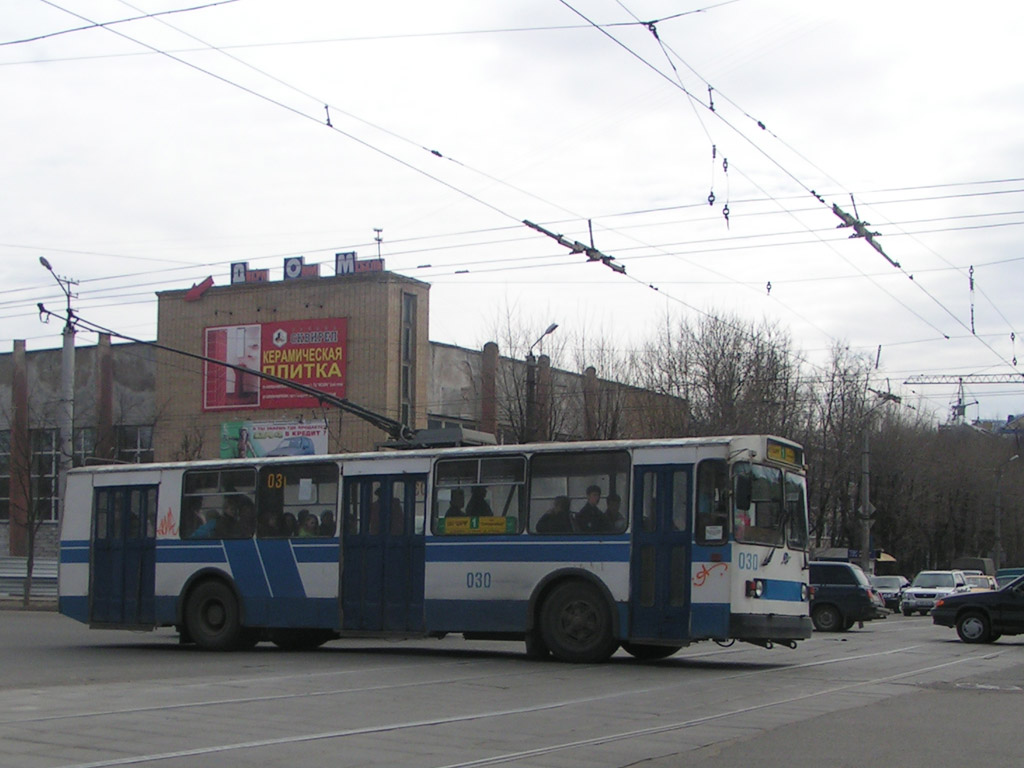
スモレンスクのトロリーバス

スモレンスクは、スモレンスク州の商業および工業の中心でもあり、電子機械工場、農作業機械工場、リネン工場、食品工場など多数の工場がある。特に大きな工場にはスモレンスク航空機工場（SmAZ）がある。
スモレンスク市から南東のブリャンスク方面へ150km離れたデスノゴルスク市にはスモレンスク原子力発電所があり、黒鉛減速沸騰軽水圧力管型原子炉（RBMK）4基が稼働している。

## 交通
スモレンスクには2つの空港がある。市の北には軍用のスモレンスク北飛行場がある。ここはポーランド空軍Tu-154墜落事故の起こった場所である。市の南にあるスモレンスク南空港は民間用の空港であるが、目下のところ定期便は就航していない。
スモレンスクは、モスクワとミンスクとを結ぶM1幹線道路（欧州自動車道路E30号線の一部）、およびモスクワ・スモレンスク鉄道の路線上にある。またスモレンスク＝ヴィテプスク＝リガ、スモレンスク＝サンクトペテルブルクの鉄道がここで分岐している。
市内には路面電車（スモレンスク市電）、トロリーバス、路線バス、マルシュルートカ（乗合タクシー）が走る。

## 姉妹都市
- 1981年  チュール、フランス
- 1985年  ハーゲン、ドイツ
- 1993年  コロラドスプリングス、アメリカ合衆国
- 1998年  ケルチ、ウクライナ

## 出身人物
- ヴァシーリー・ドクチャーエフ - 地理学者
- エフゲニー・ポリワーノフ - 言語学者、 スターリン体制下で処刑
- アレクサンドル・ベリャーエフ - SF作家、「ソ連のヴェルヌ」
- ロマン・カチャーノフ - 人形アニメーション監督
- アナトリー・ルキヤノフ  - ソ連最高会議議長、1991年ソ連8月クーデターの黒幕
- エドゥアルト・ヒーリ - バリトン歌手
- エカテリーナ・ブダノワ - 女性のエース・パイロット